# Параметр Фрида
Параметр Фрида или длина когерентности Фрида (обычно обозначаемая {\displaystyle r_{0}}) — величина, характеризующая оптическую проницаемость атмосферы, обусловленную флуктуациями её показателя преломления. Прежде всего эти флуктуации вызваны небольшими колебаниями температуры (и, следовательно, плотности) в небольших объёмах воздуха, возникающих в результате турбулентного смешивания более крупных воздушных потоков, и впервые были описаны Колмогоровым. Параметр Фрида измеряется в единицах длины, обычно в сантиметрах. Он определяется как диаметр круглой области, в пределах которой среднее квадратичное отклонение волнового фронта, обусловленное прохождением через атмосферу, равно 1 радиану. Для телескопа с апертурой {\displaystyle D} наименьшая точка, которую можно наблюдать, определяется функцией рассеяния точки  телескопа. Атмосферная турбулентность увеличивает диаметр наименьшей различимой примерно в {\displaystyle D/r_{0}} раз (при длительной выдержке). Таким образом, телескопы с апертурой значительно меньшей, чем {\displaystyle r_{0}}, в большей степени ограничены дифракционным пределом, а не искажениями, вызванными атмосферной турбулентностью. И наоборот, разрешение телескопов с апертурой значительно большей, чем {\displaystyle r_{0}}, (в число которых входят все профессиональные телескопы) гораздо сильнее ограничено турбулентностью атмосферы и не позволяет им достигать дифракционного предела.
Параметр Фрида на длине волны {\displaystyle \lambda } может быть выражен через {\displaystyle C_{n}^{2}}-профиль (зависимость распределения силы турбулентности от высоты):
{\displaystyle r_{0}=\left[0.423\,k^{2}\,\int _{\mathrm {Path} }C_{n}^{2}(z')\,dz'\right]^{-3/5}}, где {\displaystyle k=2\pi /\lambda } — волновое число.
По умолчанию в астрономии предполагается, что параметр Фрида рассчитывается объектов, находящихся непосредственно над местом наблюдения. При наблюдении под зенитным углом {\displaystyle \zeta } путь волнового фронта в {\displaystyle \sec \zeta } раз длиннее, что увеличивает искажения волнового фронта. В результате {\displaystyle r_{0}} снижается, поэтому действующая величина параметра Фрида уменьшается согласно следующей формуле:
{\displaystyle r_{0}=\left[0.423\,k^{2}\,\sec \zeta \int _{\mathrm {Vertical} }C_{n}^{2}(z)\,dz\right]^{-3/5}=(\cos \zeta )^{3/5}\ r_{0}^{(vertical)}.}
В местах астрономических наблюдений значение {\displaystyle r_{0}} в среднем составляет 10 сантиметров, достигая при наилучших условиях 20 сантиметров. Угловое разрешение из-за влияния атмосферы ограничено величиной {\displaystyle \lambda /r_{0}}, тогда как разрешение, обусловленное дифракцией, обычно определяется как {\displaystyle 1.22\lambda /D}. На профессиональных телескопах преодолевают ограничения, вызванные влиянием атмосферы при помощи систем адаптивной оптики.
Поскольку {\displaystyle r_{0}} зависит от длины волны, изменяясь как {\displaystyle \lambda ^{6/5}} , ее значение имеет смысл только в отношении заданной длины волны. Если длина волны не задана, считается, что значение {\displaystyle r_{0}} даётся при {\displaystyle \lambda =0.5\mu m}.

## Комментарии
1. ↑  При короткой выдержке наблюдаемая точка разобьётся на множество частей. Каждая часть будет перемещаться, что при длительной выдержке даст пятно диаметра примерно D/r0. Размер каждого пятна определяется функцией рассеяния точки телескопа.